# Massasoit
Massasoit of Ousamequin was een opperhoofd (sachem) van Wampanoag ten tijde van de aankomst van de Pilgrim Fathers.

## Biografie
Op 22 maart 1621 werd Massasoit door Squanto geïntroduceerd aan de Pilgrim Fathers. Met zijn broer en co-regent Quadequina ontmoette hij eerst Edward Winslow, die om vrede en handel vroeg. Massasoit zag in de Pilgrims een bondgenoot en sloot met gouverneur John Carver een vredesverdrag waarmee de Pilgrims en de Wampanaog elkaar zouden bijstaan.
Met de hulp van Massasoit wist de kolonie te overleven tijdens de moeilijke eerste jaren. De Pilgrims betaalden Massasoit terug toen hij in de winter van 1623 ernstig ziek werd en door Edward Winslow werd genezen.
Tot zijn dood rond 1661 bleef Massasoit een trouwe bondgenoot van de Pilgrims. Hierna ging de verstandhouding echter snel achteruit en kwam zijn zoon Metacomet tegen de Britten in opstand tijdens King Philip's War.